# George Miller Beard
George Miller Beard (né le 8 mai 1839 à Montville et mort le 23 janvier 1883 à New York), est un neurologue américain ayant inventé le terme neurasthénie, dans les années 1860.

## Biographie
Né à Montville dans le Connecticut le 8 mai 1839, George Beard est le fils du révérend Spencer F. Beard et de Lucy A. Leonard, qui décèdera prématurément en 1842. Son père se remaria l'année suivante à Mary Ann Fellowes.
Beard fait ses études de médecine à Yale où il sort diplômé en 1862 avant de rejoindre quatre ans plus tard le College of Physicians and Surgeons of New York.
Durant sa carrière de médecin, il s'intéressa à l'électrothérapie, l'hypnose, la neurologie, le spiritualisme, la longévité et la réforme des études de médecine. Il fut également sollicité en tant qu'expert sur la santé mentale dans des affaires judiciaires,.
Il meurt le 23 janvier 1883. Il laissa sa fille Grace Alden Beard qui fut placée dans un orphelinat à l'âge de 7 ans à la suite des décès à une semaine d'intervalle de ses deux parents,.

## Contributions
- Fondateur des Archives of Electricity and Neurology (1874-1976)
- Membre fondateur de la National Association of the Protection of the Insane and of the American Neurological Society.

## Livres et publications
- Medical and Surgical Electricity, co-écrit par A. D. Rockwell, en 1875.
- Neurasthenia (Nervous Exhaustion) with Remarks on Treatment, en 1879
- America Nervousness: Its causes and Consequences